# Urachusfistel

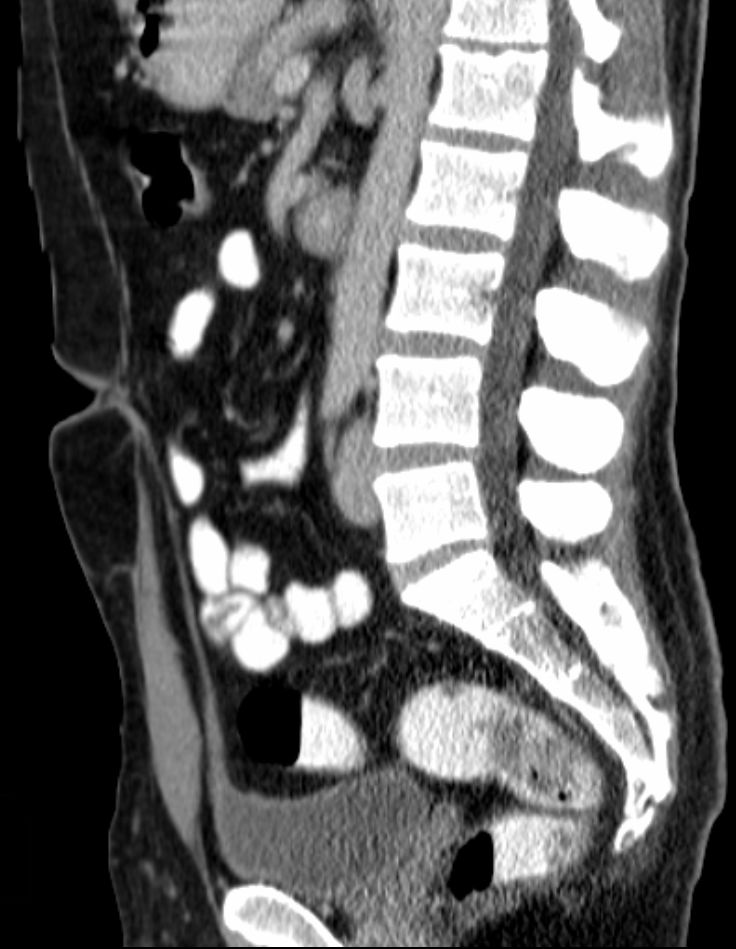
Computertomographie (sagittale Rekonstruktion) mit Darstellung eines Urachusrestes als Zufallsbefund bei einem 44-jährigen Mann. Der Strang zieht vorne oben von der Blase in der Mittellinie zum Nabel.

Als Urachusfistel (lateinisch Urachus patens ‚offener Urachus‘) bezeichnet man die ausbleibende Rückbildung des foetalen Harngangs, des Urachus. Der Urachus verbindet die Harnblase des Ungeborenen mit dem Bauchnabel und der embryonalen Harnblase (Allantois). Er verschließt sich normalerweise noch vor der Geburt zum Ligamentum umbilicale medianum. 
Bleibt der Urachus erhalten, entleert sich aus dem Nabel Urin. Bleibt nur der blasenseitige Teil des Urachus erhalten, spricht man von einem Urachusdivertikel. Dabei entsteht am Scheitel der Harnblase eine Aussackung, die beträchtliche Größe erreichen kann. Bleibt nur der nabelseitige Teil des Urachus erhalten, spricht man von einer Urachuszyste. Diese zeigt sich als Rötung und Druckschmerz unterhalb des Nabels.
Die Diagnose von Urachusfistel und -divertikel wird durch die Gabe eines wasserlöslichen Kontrastmittels gestellt. Die Behandlung aller drei Formen des persistierenden Urachus erfolgt chirurgisch.